# ميتلاند أرمسترونغ
ميتلاند أرمسترونغ (بالإنجليزية: Maitland Armstrong)‏ هو رسام ودبلوماسي ومحامي أمريكي، ولد في 15 أبريل 1836 في نيوبورغ في الولايات المتحدة، وتوفي في 26 مايو 1918 في مانهاتن في الولايات المتحدة.

## معرض صور

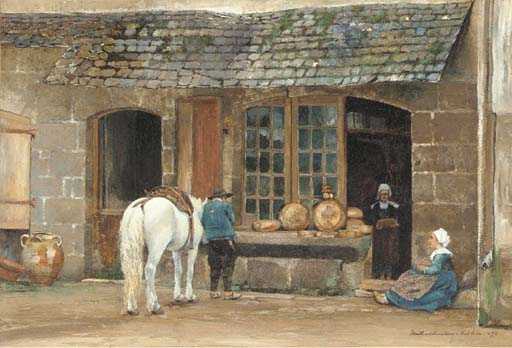
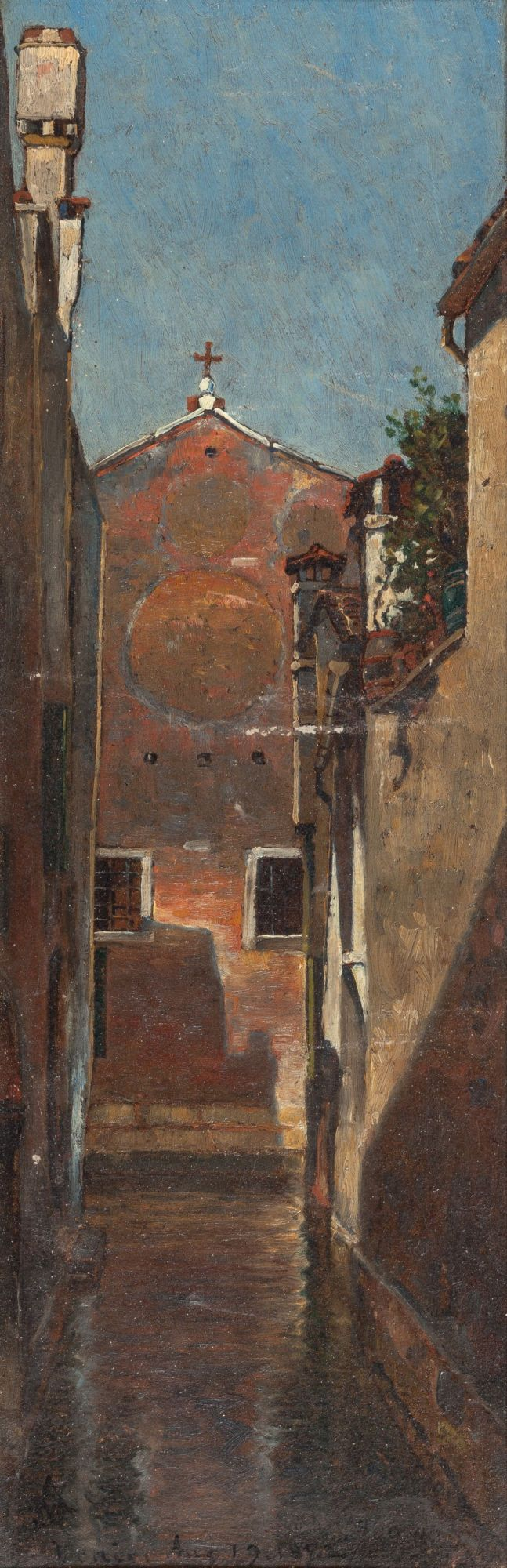
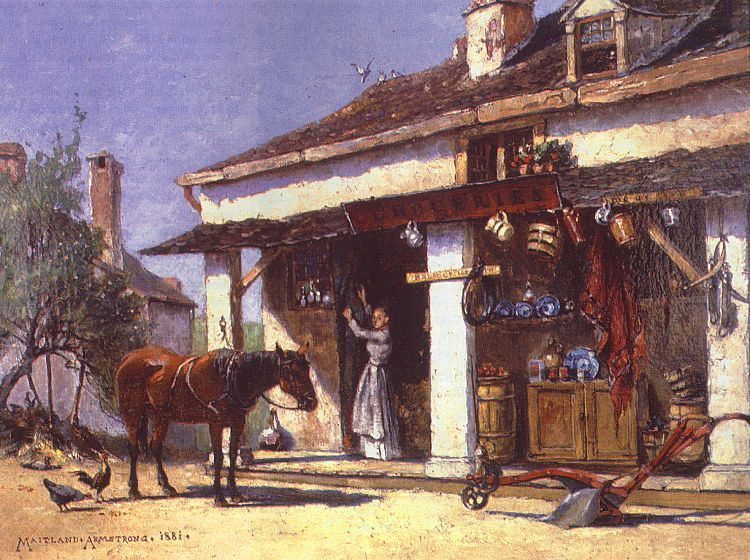
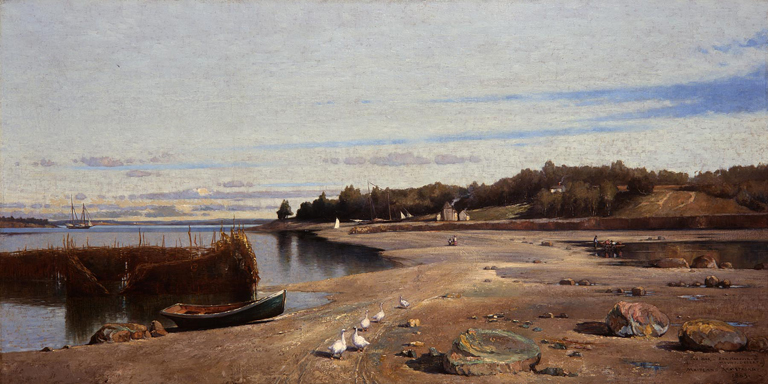